# Кечмания 29
„Кечмания 29“ (WrestleMania XXIX, WrestleMania 29) е турнир на Световната федерация по кеч.
Турнирът е pay-per-view и се провежда на 7 април 2013 г. на Сън Лайф Стейдиъм в боро (община) Ийст Ръдърфорд (East Rutherford) в щата Ню Джърси, САЩ.

## Мачове
| #           | Мач                                                                | Правила                                               | Време |
| Преди шоуто | Миз победи Уейд Барет (c)                                          | Сингъл мач за интерконтинеталната титла               | 04:06 |
| 1           | Щитът победиха Ранди Ортън, Шеймъс, и Грамадата                    | Отборен мач между 6 мъже                              | 10:35 |
| 2           | Марк Хенри победи Райбек                                           | Сингъл мач                                            | 08:02 |
| 3           | Кейн и Даниел Брайън (c) победиха Долф Зиглър и Големия И Ленгстън | Отборен мач за отборните титли на федерацията         | 06:16 |
| 4           | Джони Къртис победи Крис Джерико                                   | Сингъл мач                                            | 09:17 |
| 5           | Алберто Дел Рио (c) победи Джак Суагър                             | Сингъл мач за световната титла в тежка категория      | 10:28 |
| 6           | Гробаря победи Си Ем Пънк                                          | Сингъл мач                                            | 23:07 |
| 7           | Трите Хикса победи Брок Леснар                                     | мач без правила (кариерата на Трите Хикса е заложена) | 23:58 |
| 8           | Джон Сина победи Скалата (c)                                       | Сингъл мач за титлата на федерацията                  | 24:32 |